# Franz Anton Ries
Franz Anton Ries (ur. 10 listopada 1755 w Bonn, zm. 1 listopada 1846 w Bad Godesberg) – niemiecki skrzypek.

## Życiorys
Był uczniem Johanna Petera Salomona. W wieku 11 lat został członkiem orkiestry na dworze księcia elektora w Bonn, od 1779 roku pełnił funkcję jej koncertmistrza. W 1791 roku został nadwornym dyrektorem muzycznym. Po francuskiej inwazji i rozwiązaniu orkiestry dworskiej w 1794 roku poświęcił się pracy pedagogicznej. Do grona jego uczniów należał młody Ludwig van Beethoven.
Odznaczony został Orderem Orła Czerwonego.